# Ulrik Bogislaus von Bonin
Ulrik Bogislaus von Bonin, född 28 september 1682, död 9 januari 1752, var rådgivare hos greven av Reuss-Ebersdorf. Som psalmförfattare är han representerad i bland andra danska Psalmebog for Kirke og Hjem.

## Psalmer
- Den vej, du gik i kors og trang diktad 1725 översatt till danska 1734 av Hans Adolph Brorson
- Hvor er det godt i Jesu arme diktad 1724 översatt till danska 1734 av Hans Adolph Brorson